# Gerhard Lindblom

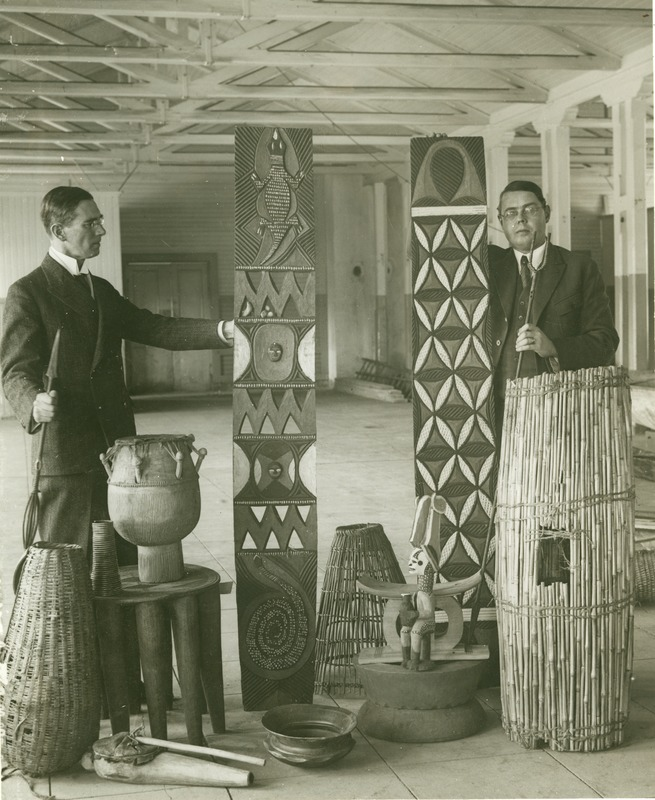
Gerhard Lindblom (t v) och Gustaf Bolinder (t h) förbereder utställning av västafrikanska föremål i Stockholm 1931.

Gravvård på Adolf Fredriks kyrkogård

Karl Gerhard Lindblom, född den 26 augusti 1887 i Åby församling, Kalmar län, död den 8 juni 1969, var en svensk professor i allmän och jämförande etnografi vid Stockholms högskola och föreståndare för Statens etnografiska museum. De material han samlade in under sina forskningsresor ingår idag i samlingarna på Statens museer för världskultur.

## Biografi
Gerhard Lindblom var son till Alfred Ferdinand Lindblom, komminister i Åby. Han avlade filosofie kandidatexamen vid Uppsala universitet 1908, blev filosofie licentiat 1915 och filosofie doktor 1916. Han forskade först kring sydsvenska dialekter 1909 för att sedan arbeta som vikarierande läroverksadjunkt 1910. 1910-1912 reste han på en etnografisk resa till Brittiska och Tyska Östafrika. Väl hemma i Sverige blev han extra ordinarie amanuens vid Riksmuseet 1912, assistent där 1914, tillförordnad intendent och föreståndare för Riksmuseets etnografiska avdelning 1923-1928, professor och föreståndare 1928. Lindblom reste på forskningsresor till Kenya och Uganda 1920, till Libyen 1938. För Statens etnografiska museum blev han föreståndare 1935. Han var även medlem av kyrkofullmäktige i Adolf Fredriks församling från och med 1931 och professor i allmän och jämförande etnografi vid Stockholms högskola 1933-1954.
Lindblom var ordförande i Svenska Sällskapet för Antropologi och Geografi 1933-1934, i Travellers Club sedan 1930, sekreterare i Stockholms naturvetenskapliga förening 1925-1933, ordförande från och med 1934, medlem av Governings Body of the International Institute of African Languages and Cultures från och med 1927, ledamot av Antropologische Ges. in Wien 1922, i Soc. des Africanistes i Paris 1932, i Ges. für Anthropologische, Ethnologische und Urgeschichte i Berlin 1932, i Società Italiana di Antropologia e Etnologia 1932, Forschungsinst. für Kulturmorphologie i Frankfurt am Main 1934, hedersledamot av Kalmar nation i Uppsala 1929, av Royal Anthopolog. Inst. of Great Britain and Ireland 1930 m.m.